# Prix Rive Gauche à Paris
 (février 2016).
Le prix Rive Gauche à Paris  est un prix littéraire français fondé par la critique et romancière Laurence Biava en 2011. Il récompense annuellement deux œuvres littéraires, catégorie française et étrangère, qui privilégient la fiction. Il peut s’agir d’un roman, d’un récit ou d’un recueil de nouvelles. Il récompense également une revue littéraire francophone,. Parmi tous ceux existants, il est d’ailleurs le seul prix littéraire à couronner une revue littéraire francophone,,,,,

## Historique
En 2011, Laurence Biava crée le Prix Rive Gauche à Paris afin de couronner les livres – premiers romans ou non – les plus imprégnés de l’esprit Rive Gauche d’hier et d’aujourd’hui tel qu’il est dépeint par Alain Souchon dans sa chanson « Rive Gauche ». Le jury est composé de personnes attachées à la littérature. Il se compose idéalement d’écrivains, de journalistes littéraires, de critiques littéraires, d’animateurs littéraires, de libraires. Les Prix Rive Gauche à Paris sont attribués le dernier jeudi de juin.
Dans la foulée de ce prix, Laurence Biava crée, l’année suivante, le prix littéraire du Savoir et de la Recherche, devenu Prix des Savoirs, qui couronne un essai grand public.

## Liste des lauréats «roman français»
- 2011 : Grégoire Delacourt, pour L'Écrivain de la famille, éditions Jean-Claude Lattès
- 2012 : Olivier Steiner, pour Bohème , éditions Gallimard
- 2013 : Thadée Klossowski de Rola, pour Vie rêvée, éditions Grasset
- 2014 : Élisabeth Barillé, pour Un amour à l'aube, éditions Grasset
- 2015 : Stéphan Lévy-Kuentz, pour L'Indésiré, éditions Dumerchez
- 2016 : Frédéric Schiffter, pour On ne meurt pas de chagrin, éditions Flammarion.
- 2017 : Jérome Leroy, pour Un peu tard dans la saison, éditions La Table Ronde.
- 2018 : Frédéric Beigbeder  pour Une vie sans fin, éditions Grasset.
- 2019 : Antonin Varenne  pour L'artiste, éditions La Manufacture du livre.
- 2020 : Sarah Chiche pour Saturne, éditions du Seuil.
- 2021 : Maria Pourchet pour Feu , éditions Fayard.
- 2022 : Marcus Malte pour Qui se souviendra de Phily-Jo ?, éditions Zulma.
- 2024 : Laurent Gaudé pour Terrasses, éditions Acte Sud.

## Liste des lauréats «de la couverture»
- 2024 : Madeline Miller pour Galatée suivi du Chant d'Achille et de Circé, éditions Pocket.

## Liste des lauréats «Nouvelle»
- 2024 : Simon Detrez pour Équinoxe, à l’occasion du concours de nouvelles sur le thème « La Seine au temps des JO ».

## Liste des lauréats «roman étranger»
- 2013 : Jeffrey Eugenides, pour Le Roman du mariage, Éditions de l'Olivier
- 2014 : Edward Saint Aubyn, pour Sans voix, éditions Christian Bourgois
- 2015 : Gary Shteyngart, pour Mémoires d'un bon à rien, éditions de l'Olivier
- 2016 : Rodrigo Blanco Calderón pour The Night, éditions Gallimard.
- 2017:  Vivian Gornick, pour Attachement féroce, éditions Rivages.  Ex aequo avec Francis Scott Fitzgerald, pour Je me tuerais pour vous, éditions Grasset/éditions Fayard.
- 2018:  Pitigrilli, pour Cocaïne, éditions Séguier.
- 2019:  Whithey Sharer pour L'âge de la lumière, éditions de l'Observatoire.
- 2020:  Kiran Millwood Hargrave pour Les graciées, éditions Robert Laffont.
- 2021:  Mario Vargas Llosa pour Temps sauvages, éditions Gallimard.
- 2022:  Julian Barnes pour Elizabeth Finch, Mercure de France.
- 2024:  Barbara Kingsolver pour On m'appelle Demon Copperhead, Albin Michel.

## Liste des lauréats «revue littéraire»
- 2012 : Bordel aux éditions Stéphane Million.
- 2013 : Schnock aux éditions La Tengo.
- 2014 : Décapage aux éditions Flammarion.
- 2015 : La Revue littéraire aux éditions Léo Scheer.
- 2016 : Apulée aux éditions Zulma.
- 2017 : Le Courage, aux éditions Grasset.
- 2018 : Raskar Kapac, aux éditions du Rocher.
- 2019 :     Non attribué
- 2020 :     Non attribué
- 2021 : Lettres Capitales revue en ligne de Dan Burcéa[2],[1],[9]
- 2022 : Littérature & Cie, aux éditions Christine Bonneton.
- 2024 : Zone Critique.